# Ulrik Christian Gyldenløve (generale 1678)

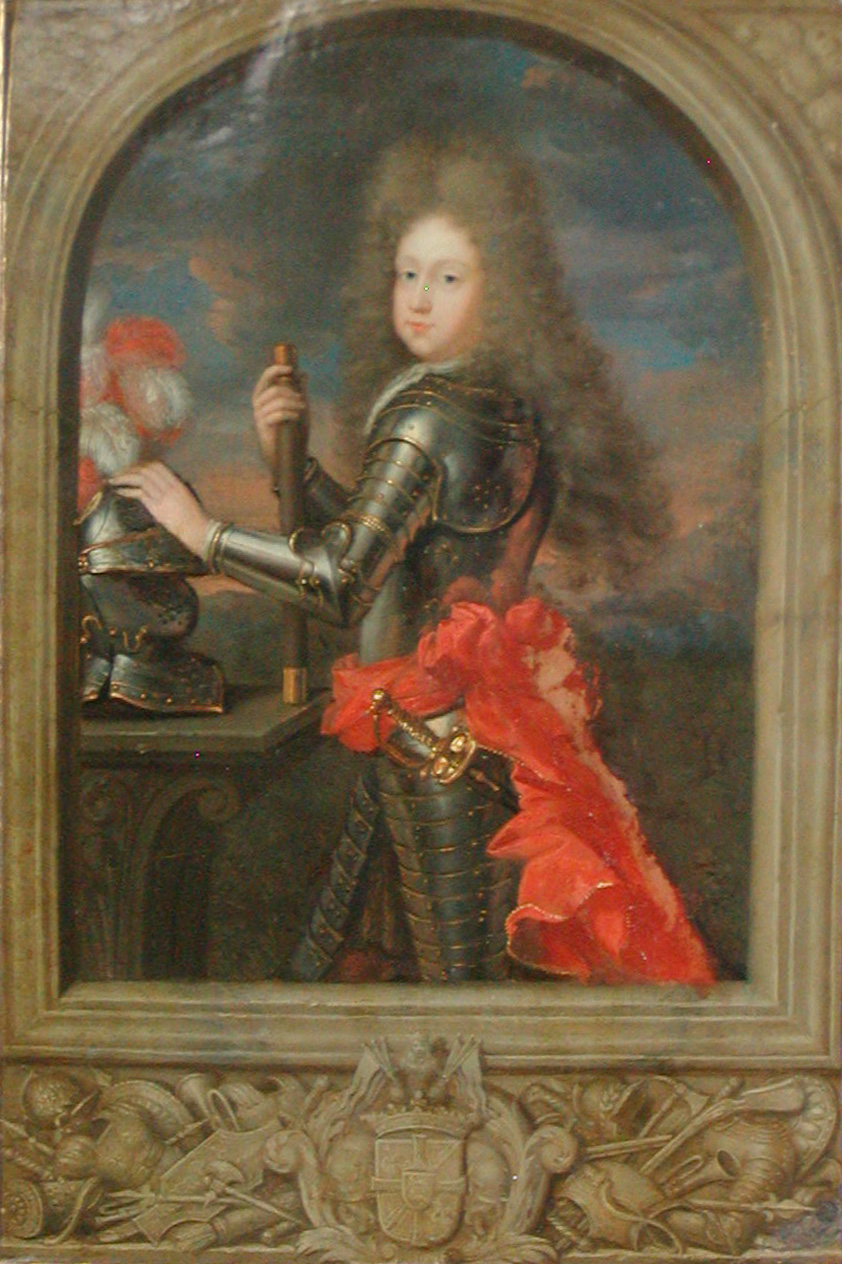
Ulrich Christian Gyldenlove

Ulrich Christian Gyldenlove (Copenaghen, 24 giugno 1678 – Copenaghen, 8 dicembre 1719) è stato un generale danese.

## Biografia
Fu un figlio naturale che Cristiano V di Danimarca, re di Danimarca e Norvegia, ebbe dall'amante Sofia Amalia Moth.
Nel 1697 divenne tenente generale ammiraglio della flotta danese, e poi comandante in capo della Marina. Fu il fondatore della Accademia Navale Reale Danese.
Partecipò alla Grande guerra del Nord ma senza riportare successi: le flotte alleate di Svezia, Gran Bretagna e Paesi Bassi entrarono a Øresund e bombardarono Copenaghen.
Quando però la guerra riprese nel 1709, Ulrich Christian organizzò l'offensiva. Sotto il suo comando, nell'autunno del 1712 riportò la vittoria su Carlo XII di Svezia durante l'assedio a Stralsund.
Il 24 ottobre 1708 sposò a Copenaghen Charlotta Amalia Krabbe da cui non ebbe figli.

## Ascendenza
|                                         |                      |                                    | Genitori                                            |  |  | Nonni |  |  | Bisnonni                      |  |  | Trisnonni                    |  |
|                                         |                      |                                    |                                                     |  |  |       |  |  | Christian IV, re di Danimarca |  |  | Frederik II, re di Danimarca |  |
|                                         |                      |                                    |                                                     |  |  |       |  |  | Christian IV, re di Danimarca |  |  | Frederik II, re di Danimarca |  |
|                                         |                      | Sophie von Mecklenburg-Güstrow     |                                                     |  |  |       |  |  | Christian IV, re di Danimarca |  |  |                              |  |
| Frederik III, re di Danimarca           |                      |                                    |                                                     |  |  |       |  |  | Christian IV, re di Danimarca |  |  |                              |  |
|                                         |                      | Anna Katharina von Brandenburg     | Joachim Friedrich, principe elettore di Brandeburgo |  |  |       |  |  |                               |  |  |                              |  |
|                                         |                      | Anna Katharina von Brandenburg     | Joachim Friedrich, principe elettore di Brandeburgo |  |  |       |  |  |                               |  |  |                              |  |
|                                         |                      | Anna Katharina von Brandenburg     | Katharina von Brandenburg-Küstrin                   |  |  |       |  |  |                               |  |  |                              |  |
| Christian V, re di Danimarca            |                      | Anna Katharina von Brandenburg     |                                                     |  |  |       |  |  |                               |  |  |                              |  |
|                                         |                      | Georg, duca di Brunswick-Lüneburg  | Wilhelm, duca di Brunswick-Lüneburg                 |  |  |       |  |  |                               |  |  |                              |  |
|                                         |                      | Georg, duca di Brunswick-Lüneburg  | Wilhelm, duca di Brunswick-Lüneburg                 |  |  |       |  |  |                               |  |  |                              |  |
|                                         |                      | Georg, duca di Brunswick-Lüneburg  | Dorothea af Danmark                                 |  |  |       |  |  |                               |  |  |                              |  |
| Sophie Amalie von Braunschweig-Lüneburg |                      | Georg, duca di Brunswick-Lüneburg  |                                                     |  |  |       |  |  |                               |  |  |                              |  |
|                                         |                      | Anna Eleonore von Hessen-Darmstadt | Ludwig V, langravio d'Assia-Darmstadt               |  |  |       |  |  |                               |  |  |                              |  |
|                                         |                      | Anna Eleonore von Hessen-Darmstadt | Ludwig V, langravio d'Assia-Darmstadt               |  |  |       |  |  |                               |  |  |                              |  |
|                                         |                      | Anna Eleonore von Hessen-Darmstadt | Magdalena von Brandenburg                           |  |  |       |  |  |                               |  |  |                              |  |
| Ulrik Christian Gyldenløve              |                      | Anna Eleonore von Hessen-Darmstadt |                                                     |  |  |       |  |  |                               |  |  |                              |  |
|                                         | Mathias Poulsen Moth | Poul Moth                          |                                                     |  |  |       |  |  |                               |  |  |                              |  |
|                                         | Mathias Poulsen Moth | Poul Moth                          |                                                     |  |  |       |  |  |                               |  |  |                              |  |
|                                         | Mathias Poulsen Moth | Margrethe Volradsdatter Schröder   |                                                     |  |  |       |  |  |                               |  |  |                              |  |
| Poul Mathiasen Moth                     | Mathias Poulsen Moth |                                    |                                                     |  |  |       |  |  |                               |  |  |                              |  |
|                                         |                      | Ingeborg Jørgensdatter             | …                                                   |  |  |       |  |  |                               |  |  |                              |  |
|                                         |                      | Ingeborg Jørgensdatter             | …                                                   |  |  |       |  |  |                               |  |  |                              |  |
|                                         |                      | Ingeborg Jørgensdatter             | …                                                   |  |  |       |  |  |                               |  |  |                              |  |
| Sophie Amalie Moth, contessa di Samsøe  |                      | Ingeborg Jørgensdatter             |                                                     |  |  |       |  |  |                               |  |  |                              |  |
|                                         |                      | Rudolph Burenæus                   | …                                                   |  |  |       |  |  |                               |  |  |                              |  |
|                                         |                      | Rudolph Burenæus                   | …                                                   |  |  |       |  |  |                               |  |  |                              |  |
|                                         |                      | Rudolph Burenæus                   | …                                                   |  |  |       |  |  |                               |  |  |                              |  |
| Ida Dorothea Burenæus                   |                      | Rudolph Burenæus                   |                                                     |  |  |       |  |  |                               |  |  |                              |  |
|                                         |                      | Ida Rothfelsen                     | Vigillius Rothfelsen                                |  |  |       |  |  |                               |  |  |                              |  |
|                                         |                      | Ida Rothfelsen                     | Vigillius Rothfelsen                                |  |  |       |  |  |                               |  |  |                              |  |
|                                         |                      | Ida Rothfelsen                     | …                                                   |  |  |       |  |  |                               |  |  |                              |  |
|                                         |                      | Ida Rothfelsen                     |                                                     |  |  |       |  |  |                               |  |  |                              |  |